# Bangkok Maru
La corsara nipponica Bangkok Maru si guadagnò una certa notorietà, anche se, a onor del vero, le prodezze delle navi corsare giapponesi rimarranno per almeno mezzo secolo archiviati in dossier riservati sia giapponesi che statunitensi.
Comunque questa corsara, insieme alle altre, furono scelte per la grande autonomia e velocità, camuffate con false torri, finti fumaioli, finti sovrastrutture e carichi fasulli, e celavano, ben nascoste, un potente armamento come veri e propri incrociatori ausiliari, attrezzati per la guerra contro il traffico mercantile alleato. 
Da precisare che tali corsare condussero una guerra di corsa completamente differente da quella condotta dalle similari tedesche della Kriegsmarine, in quanto i giapponesi concepirono in maniera diversa le operazioni belliche.
La Awata Maru fu completata nel 1937 nei cantieri Kokusai Kisen K.K. di Tokyo per conto della società armatrice Nippon Yusen Kaisha (NYK).
La nave era stata commissionata per essere utilizzata per trasportare passeggeri e merci varie lungo la rotta Yokohama-Liverpool, facendo tappa ad Amburgo.
Il 23 novembre 1941 la Marina Imperiale giapponese la requisì e il 25 novembre 1941 iniziava la conversione in corsara.
Il 10 dicembre 1941 veniva registrata presso il Distretto Navale di Kure e posto sotto il comando del capitano Sakkan Oyu.
Il 29 gennaio 1942, la Bangkok Maru, insieme alla Saigon Maru, veniva assegnata alla Divisione di Sicurezza di Kure del Distretto Navale di Kure della Marina Imperiale giapponese, poste sotto il comando dell'Ammiraglio Soemu Tojoda.